# CREW
Nakladatelství CREW je první české nakladatelství specializované výhradně na komiksy. Od roku 1996 zde nepravidelně vycházel magazín CREW (později CREW2), který nakladatelé v roce 2016 nahradili jinými projekty – edicí Modrá CREW a youtubovým kanálem Komiksář.
Historie nakladatelství spadá do roku 1997, kdy byla založena Petrem Litošem, Vladimírem Veverkou, Štěpánem Kopřivou a Jiřím Pavlovským společnost CREW s.r.o. V roce 2006 se společnost transformovala na Nakladatelství CREW s.r.o. a jejími majiteli (a zároveň redaktory) se stali Petr Litoš a Jiří Pavlovský.
CREW vydává více než 200 komiksových knih ročně, a je tak jedním z největších nakladatelství, které se specializuje na komiksy v České republice. Podle počtu vydaných titulů patří mezí pět největších českých soukromých nakladatelství.

## Obsah časopisu CREW a CREW2
Časopis se snažil poskytnout průřez zahraniční, převážně anglo-americkou komiksovou tvorbou pro dospělé. Kromě samotných komiksů v něm vycházely i teoretické články o komiksu, jeho tvorbě, trendech a autorech. V čísle 21/2002 vyšla například v českém překladu část teoretické studie Scotta McClouda Understanding Comics, psaná a kreslená formou komiksu. Spousta komiksových sérií, která zde byla uvedena, se v následujících letech dočkala i svého samostatného českého vydání. Časopis CREW byl prvním českým komiksovým magazínem.
První číslo vyšlo na přelomu let 1996/1997, poslední (52) v roce 2016.

## Další tituly Nakladatelství CREW
Nakladatelství CREW vydává tituly od Marvelu, DC Comics, Image, Dark Horse, ale i evropský komiks a to v edici Mistrovská díla evropského komiksu, japonskou mangu pod značkou CREW Manga a dětské tituly pod hlavičkou CREW Kids. Mezi nejznámější komiksové série, které nakladatelství vydává, patří komiksy o Batmanovi, Spider-Manovi a Garfieldovi, nebo třeba Simpsonovi, Živí mrtví, Sandman. Z mangy se pak jedná o klasiku jako je Ghost in the Shell, Naruto, Death Note – Zápisník smrti, Bojový anděl Alita nebo Zpráva pro Adolfa.